# Arh
Arh je priimek v Sloveniji, ki ga je po podatkih Statističnega urada Republike Slovenije 1. januarja 2022 uporabljalo 826 oseb in je med vsemi priimki po pogostosti uporabe uvrščen na 234. mesto. Največ oseb s tem priimkom, 315, živi v Gorenjski statistični regiji.

## Znani nosilci priimka
- Franc Arh (1940–2006), magister ekonomije, višji predavatelj statistike
- Grega Arh, arhitekt
- Jožef Arh (1930–2010), metalurg
- Jurij Arh (1887–1943), družbeni delavec
- Kristjan Arh Česen (* 1997), nogometaš
- Majda Arh (* 1963), pevka zabavne glasbe
- Matevž Arh (1892 –?), atlet
- Mojca Arh Kos (* 1953), umetnostna zgodovinarka, etnologinja, konservatorka
- Urška Valenčič Arh, prevodoslovka
- Viktor Arh (1932–2011), inženir gozdarstva